# Baraban
Baraban — українська анімаційна некомерційна студія, що займається розробкою та виробництвом короткометражних серіалів.

## Історія
Заснована у 2013 році. В 2016 році, те, що саме Baraban займатиметься роботою нового анімаційного серіалу «Козаки. Футбол» (реж. Марина Медвідь, Володимир Михайлов, Тетяна Пугачевська) підтвердив і Едуард Ахрамович, генеральний продюсер «Укранімафільму». Водночас, він бере участь у проекті — як продюсер «Baraban». Також, автором і учасником є Едуард Кірич, заслужений художник України, творець образів козаків Тура, Грая і Ока. Всього було 26 серій, які вироблено до «Євро-2016».

## Фільмографія
- Козаки. Футбол